# HD224962
HD224962 — хімічно пекулярна зоря спектрального класу
F0 й має видиму зоряну величину в смузі V приблизно 10,2.